# SN 2007ai
SN 2007ai – supernowa typu Ia odkryta 6 marca 2007 roku w galaktyce M-04-38-04. W momencie odkrycia miała maksymalną jasność 18,00m.